# 貝爾蒙特 (密西西比州)
貝爾蒙特（英語：Belmont）是位於美國密西西比州蒂肖明戈縣的城鎮。

## 人口
根據2020年美國人口普查的數據，貝爾蒙特的面積為12.28平方千米，當中陸地面積為12.25平方千米，而水域面積為0.03平方千米。當地共有人口1859人，而人口密度為每平方千米151人。